# Баски
Ба́ски (баск. Euskaldunak, исп. Vascos, фр. Basques) — народ, населяющий так называемые Баскские земли в северной Испании и юго-западной Франции.
Баскский язык является изолированным языком, а происхождение басков — предметом дискуссий. Достоверно установленным можно считать лишь то, что баскский язык происходит от аквитанского языка, распространённого в Аквитании до завоевания римлянами и просуществовавшего до раннего Средневековья. Открытыми остаются вопросы о родстве басков с кавказскими народами или с древним доиндоевропейским населением Европы[уточнить]. Общее число носителей баскского языка на 2021 год составляет более 800 тыс. человек (в основном в Испании и Франции, есть также носители на обоих американских континентах).
Численность басков в Испании оценивалась в 2008 году в 2 359 400 человек, во Франции — 230 200 чел. Число носителей баскского языка в Испании — около 756 000, во Франции — около 50 000. Кроме того, около 15 млн чел. в различных странах мира (главным образом, в Латинской Америке) имеют баскское происхождение. Из проживающих в Испании и Франции басков лишь одна треть владеет баскским языком.

## Этимология
Испанское слово vasco («баск») произошло от лат. Vasco (мн.ч. Vascones) — название древнего народа васконов, обитавшего в испанской Стране Басков в доримский и римский период. Помимо васконов, в генезисе басков участвовал близкородственный им народ аквитаны и, возможно, также кантабры, в связи с чем у современных басков в языке наблюдается значительная диалектная раздробленность.
Название басков на их языке — euskaldunak («знающие баскский язык», буквально — euskara dutenak, «имеющие баскский язык»); антонимом является слово erdaldun, то есть «не знающий баскский язык, не имеющий знаний баскского языка». Считается, что самоназвание языка происходит от протобаскского *enau(t)si (современное esan, «говорить») + -(k)ara (современное era, «способ»). Слово euskaldun, хоть и используется для наименования басков, однако, часто используется неправильно: например, предложения Euskaldun horrek ez daki euskaraz («Этот баск не знает баскского языка») или Euskaldun hori erdalduna da («Этот баск говорит на другом языке») являются довольно бессмысленными, так как само слово euskaldun подразумевает кого-то, кто знает баскский язык, что отметил Кольдо Мичелена.
Словом euskaldun  может называться человек любого происхождения, владеющий баскским языком.
Диалекты баскского языка называются euskalkiak. Людей, живущих в Стране Басков (Euskal Herria), называют euskal herritar или euskotar (второе слово используется сегодня реже).

## Генетика
Генетические исследования подтвердили, что у многих западных европейцев, включая значительное число испанцев, португальцев, англичан, ирландцев и французов, есть общие корни с современными басками, которые можно обнаружить у жителей баскских областей Испании и Франции, по анализам Y-хромосомной и митохондриальной ДНК. Считается, что древние предки басков, обладатели этих аллелей, совершили путешествие по атлантическому побережью.
Генетик Спенсер Уэллс, директор «Genographic Project» под эгидой Национального географического общества отметил, что генетически баски идентичны населению других регионов Иберийского полуострова.
Палеогенетические исследования (на основе изучения митохондриальной ДНК), осуществлённые UCM, показали, что генетический набор баскского населения совпадает с типичным генетическим набором большей части европейского населения, восходящим к доисторическим временам. От митохондриальной гаплогруппы U5 митохондриальной ДНК, которая предположительно попала в Европу в период верхнего палеолита, произошли такие варианты, как U8a, свойственный Стране Басков, который также считается возникшим ещё в доисторическую эпоху, а также митохондриальная гаплогруппа J, также широко распространённая среди басков. С другой стороны, митохондриальная гаплогруппа V, часто встречающаяся среди саамов и некоторых басков, происходит от доисторического населения Европы.
Асуальде и др. провели исследования митохондриальной ДНК, обнаруженной в человеческих останках из доисторического некрополя Альдайета (Aldaieta) в Алаве. Они показали отсутствие различий между ДНК останков Альдайета и ДНК современного населения атлантического побережья Европы.
Исследования Питера Форстера позволяют предположить, что около 20 000 лет тому назад люди нашли убежище в областях у Гибралтарского пролива и в Иберии, при этом в Иберии были представлены митохондриальные гаплогруппы H и V, а также, что жители Иберии и юга Франции повторно заселили около 15 000 лет назад часть Скандинавии и север Африки.
Исследования Y-хромосомных гаплогрупп показывают генетическое родство между басками, с одной стороны, и кельтами Галлии и Ирландии, с другой.
С другой стороны, ряд других исследований отмечают генетические различия внутри басков.
В любом случае, Y-хромосомная гаплогруппа R1b является характерной для западноевропейского населения, причём её максимальная частота наблюдается в Уэльсе (89 %), Стране Басков (88 %) и Ирландии (81 %). Западноевропейское население с гаплогруппой R1b, по-видимому, произошло от людей, относившихся, в основном, к субкладу R1b1c (R1b1b2 или R1b3). Редкая разновидность этой гаплогруппы R1b1c4 (R1b1b2a2c) также часто встречается среди басков, как во Франции, так и в Испании. Разновидность R1b1c6 (R1b1b2a2d) встречается среди басков с высокой частотой, 19 %.
Группа учёных во главе с Маттиасом Якобссоном проанализировала ДНК 8 скелетов, найденных в пещере Эль Порталон в Атапуэрке на севере Испании, и пришла к выводу, что, несмотря на уникальность своего языка, баски являются потомками земледельцев первой волны миграции (около 7500 лет назад), в дальнейшем изолировавших себя от новых переселенцев. Однако Y-хромосомная гаплогруппа R1b не была обнаружена, а выявлены две Y-хромосомные гаплогруппы I2a2a и H2, а также восемь митохондриальных гаплогрупп H3, H3c, J1c1b1, K1a2b, X2c, U5a1c, U5b1b, U5b3

## История
В доисторические времена протобаски — народы, предположительно родственные баскам — были широко распространены в Западной Европе, населяя территории Испании (васконы), Франции (аквитаны) и южную Бельгию. Указанные культуры, наряду с лигурами в Италии, являются потомками экспансии в конце мезолита — начале неолита культуры кардиальной керамики вдоль средиземноморского побережья Западной Европы. На основании характерной топонимики данных мест ещё в XIX веке была предложена гипотеза о лигурском субстрате. Хотя баскский язык не является прямым потомком иберского и считается изолированным и по сей день, испанский лингвист Э. Ордунья Аснар установил сходство иберских и баскских морфологических показателей, а также системы числительных.
В конце бронзового — начале железного века иберы, а также предки басков — аквитаны и васконы — были потеснены кельтами.
Гипотеза поздней миграции басков не оспаривает их связь и состоит в том, что их предки до V—VI вв. н. э. обитали лишь на территории Аквитании (ныне Франция), и мигрировали в Испанию в ходе Великого переселения народов.
До XVI века Страна басков, вместе с провинцией Наварра, образовывало Королевство Наварра, которое впоследствии вошло в состав Испании и Франции. До середины XIX века баски пользовались особыми правами и располагали некоторой автономией по отношению к испанской короне.
За всю свою историю у басков лишь однажды было собственное государство (не считая, конечно, средневековых Наварры и Васконии): во время Испанской гражданской войны баски в октябре 1936 года провозгласили республику Эускади (Euskadi), которая, однако, уже в июне 1937 года перестала существовать.
Политика Франсиско Франко была направлена на ассимиляцию басков; само использование баскской национальной символики было объявлено преступлением. Тем не менее, усилиями лингвиста А. Товара в 1950-е гг. в Саламанкском университете была создана первая в Испании кафедра баскского языка и литературы. Значительную роль в распространении преподавания на баскском языке сыграл также друг Товара, лингвист-диссидент Кольдо Мичелена.

### Баскский национализм
В конце эпохи диктатуры Франсиско Франко образовалась подпольная баскская организация «Эускади Та Аскатасуна» (Euskadi Ta Askatasuna, «Баскония и свобода»), известной под аббревиатурой «ЭТА». Её целью было освобождение от диктатуры и основание независимого баскского государства. Для этого она использовала тактику террористических актов, которые она точечно проводила по всей Испании. В качестве одного из методов финансирования «ЭТА» шантажировала предпринимателей и принуждала к уплате так называемого «революционного налога», занималась также ограблениями банков и похищениями людей для получения выкупа.

## Область проживания
Баски, также называющие себя euskaldunak, проживают на территории Испании — провинции Наварра, Гипускоа, Биская, Алава, а также территории Франции — департамент Атлантические Пиренеи. Численность населения в Испании оценивается в 2008 г. в 2360 тыс. человек, во Франции — около 230 тыс. человек.
В XVI в. северные районы территории Басков вошли в состав Франции. Южные районы с конца XV — начала XVI века находятся в составе единого Испанского государства, в котором до второй половины XIX в. баски сохраняли свои вольности (фуэрос).
Потомки басков образуют крупные и влиятельные группы в Аргентине (3 млн чел.), Чили (до 4,5 млн чел.), Мексике (2,5 млн чел.), Кубе (до 1,5 млн чел.), Бразилии (1 млн чел.), США и других странах.
Численность басков в баскских землях на 2011 г. оценивалась следующим образом:
- Страна Басков — 600 058,
- Французская Страна Басков — 51 100,
- Наварра — 62 977.

## Баскский язык
Самая значимая национальная черта басков, отличающая их от других народов Европы, — баскский язык, являющийся единственным реликтовым языком в юго-западной Европе, сохранившийся ещё с доримских времён. Его происхождение до сих пор не установлено, и он считается изолированным языком.
Баскский язык распадается на ряд диалектов, весьма сильно отличающихся друг от друга. Унифицированный литературный баскский язык (euskara batua, «объединённый баскский») создал в 1960-е гг. лингвист Кольдо Мичелена.

### Гипотезы происхождения баскского языка
Существует множество гипотез, связывающих баскский язык с теми или иными семьями языков или конкретными языками.
В 1980-х гг. С. А. Старостин выдвинул гипотезу о существовании сино-кавказской макросемьи языков, которая включает и баскский язык. Эта гипотеза не является общепризнанной, однако пользуется большой поддержкой среди сторонников глубинной компаративистики.

## Культура

### Обычаи и верования
Как у некоторых финно-угорских народов, некоторых народов Кавказа и индейцев Северной Америки, у басков существовал обряд воздушного погребения.

### Кухня
У басков не принято долго хранить продукты. Когда созревают овощи, баски едят блюда из овощей, если забьют барана — едят барана. Культура долговременного хранения продуктов (засаливание, маринование, замораживание) у басков почти отсутствует.
В традиционной баскской кухне почти не используют жаренье (баски предпочитают тушить и варить продукты), а также перец и пряности.
Самые популярные блюда — тушеные плавники щуки, треска в белом соусе.
Большой популярностью пользуются рис, грибы, морепродукты и трюфели. Страна басков славится сырами и винами.
Баски готовят самые разнообразные десерты из молока, орехов, фруктов и ягод. Одно из оригинальных десертных блюд — «mamia», приготовляемое из овечьего молока, которое скисает в деревянных ёмкостях, стоящих на горячих камнях, из-за чего блюдо приобретает аромат дыма.

### Традиционная одежда
Традиционная одежда басков в современном виде сложилась к XVIII—XIX векам и носилась до середины XX века. Сейчас она является составляющим ансамблей народной музыки, а также надевается по праздникам.
Традиционным баскским мужским головным убором является берет, распространившийся впоследствии на всю Европу. Ещё в XX веке в быту его носили и на селе и в городе в независимости от возраста. У женщин традиционным головным убором служил белый плат. До XVIII века существовало множество способов его навязывания у молодых женщин. В XX веке он завязывался на затылке, под подбородком или на лбу, а задний конец свисал на спину. Впрочем, молодые женщины и девушки часто ходили с непокрытой головой или накидывали мантилью на испанский манер. Самой распространённой причёской были две косы, свободно спускавшиеся по плечам. Престарелые женщины носили пучок на голове, поверх которого надевали небольшую круглую шапочку, а поверх неё повязывали тёмный платок, конец которого свешивался за левым ухом.
Традиционной обувью и для мужчин, и для мужчин служили эспадрильи (исп. alpargatas).
Национальное женское одеяние (баскина) выглядит очень нарядно. Он состоит из короткой куртки-пиджака чёрного цвета (его обычно украшают шнуровкой, золотым или серебряным тиснением, блестящими аппликациями, кистями) и пышной юбки синего или голубого цвета. На юбку надевается яркий чехол, который может быть разных цветов.
Некоторые баскские женщины носили корсеты, надевая их на длинные белые рубашки.
Самые популярные материалы, используемые для костюмов — ситец и бархат.
Причёски украшались шёлковыми и батистовыми цветными бантами.
Повседневной обувью были тканевые босоножки на деревянной подошве, праздничной — туфли на среднем каблуке.
Из украшений чаще всего использовались разнообразные бусы. Их использовали и для украшения причёсок, бусинами расшивали костюмы и обувь.
Головные уборы девушки обычно не использовали, замужние женщины носили красную или бордовую мантилью.
Национальное мужское баскское одеяние: короткие узкие брюки до колен коричневого или чёрного цвета, жилет и куртка (кожаные или из плотной ткани тёмного цвета), чёрные длинные чулки и такого же цвета широкий пояс. Мужская одежда украшалась серебряными или металлическими блестящими пуговицами.
Самой распространённой обувью были кожаные башмаки на низком каблуке.
Многие мужчины носили белую пелерину из шерстяной ткани и традиционный баскский берет.
Сохранились и позднесредневековые (XVI век) образцы одежды басков. Это грубо сделанные накидки из овечьих шкур с вырезом для головы, по бокам сшитые грубой нитью. Реже использовались шкуры коз.

### Традиционное жилище
Ещё в Средневековье у басков сложился хуторской тип хозяйствования. Ввиду этого баскским поселениям свойственна разбросанная планировка, дома могут находиться далеко друг от друга. Поселения с более компактной планировкой (в частности, улицами) появились у басков гораздо позднее. В центре располагаются церковь, таверна, школа, здание суда и площадка для игры в пелоту.
Традиционное жилище — касерио (исп. caserio, баск. etxotza), или басерри (baserri) — чаще всего двухэтажный (также иногда одно- и трёхэтажный) дом с каменным первым этажом, где располагаются жилые помещения, и каркасным вторым с жилыми помещениями. На втором этаже присутствуют балконы и крытые галереи (в старинных домах, однако, отсутсвующие). Сами по себе касерио прямоугольные, реже квадратные. До XV века они были преимущественно срубными, бревенчатыми, начиная с этого времени также распространилась каменная кладка. Стены белёные. Крыша — двухскатная, иногда асимметричная и очень крутая, выходящая за пределы фронтонов, покрывается черепицей (в дождливых местностях) и шифером (в местах с обильным снегостоем), раньше также покрывалась дранкой и тёсом. По итогу, традиционные касерио, с белыми стенами и красными крышами, выглядят очень живописно на фоне тёмно-зелёных гор.
Традиционная городская архитектура басков схожа с таковой на селе. Дома в старинных кварталах двух- и трёхэтажные, построенные в каркасной технике, с черепичными крышами, обращены фронтоном к улице; украшены балконами.

### Музыка
Главными музыкальными инструментами являются гармонь (баск. trikitixa), а также барабан-тамбурин (баск. tambura), которому аккомпанирует флейта (баск. txirula). Кроме того, также распространены ударно-струнный инструмент наподобие тамбурина с шестью струнами (по которым ударяли палочками) и плоским прямоугольным корпусом и двумя отверстиями-резонаторами и рожок альбока. В качестве сигнального инструмента применялась чалапарта (баск. txalaparta) — деревянное било, по которому ритмично ударяли деревянными палочками. Среди басков также распространены и известные по всей Испании гитара, бубен и кастаньеты.
Все баскские народные танцы — коллективные, сольные отсутствуют. Один из самых известных баскских танцев — сортсико (баск. zotrziko). Из танцев иностранного происхождения наиболее распространён испанский фанданго.

### Спорт
Национальным баскским видом спорта является пелота (баск. pilota) — игра с мячом (соревнования по пелоте в наши дни, однако, проводятся не только в Стране Басков). Обычно в неё играют два или четыре игрока (pilotariak), разделённые на две команды; игрок бросает мяч диаметром 6,5 см голой рукой или бьёт по нему ракеткой в стену высотой 9 м, а соперник должен отбить мяч с воздуха или после одного удара о поверхность площадки (60×16 м). В зависимости от того, что используется для отбивания мяча (рука, ракетка и т. п.), пелота может быть разных видов.
Коррида, в отличие от других регионов Испании, в Стране Басков не особенно прижилась. Однако во Франции среди басков бытуют коровьи бега, во многом аналогичные таковым в Испании.